# 草間さかえ
草間 さかえ（くさま さかえ）は、日本の漫画家・イラストレーター。主にボーイズラブ誌にて活躍する。

## 作品リスト

### 単行本
- 誰にも言えない（秘）援助交際（2002年、松文館、アンソロジー、「恋愛銀行(バンク)」 収録）
- 災厄のてびき（2003年、松文館、新装版2006年、東京漫画社）
- はつこいの死霊（2004年、東京漫画社）
- 肉食獣のテーブルマナー（2007年、コアマガジン）
- 夢見る星座（2007年、リブレ出版）
- イロメ（2008年、新書館）
- さよならキャラバン（2009年、小学館）
- 地下鉄の犬（2010年、コアマガジン）
- マッチ売り（2010年、リブレ出版）
- 真昼の恋（2010年12月30日、 心交社 ）
- イロメ2 ヌレル（2011年3月30日、新書館）
- 王様のベッド（2011年6月10日、リブレ出版）
- どこにもない国（2011年9月24日、茜新社）
- やぎさん郵便（2012年9月3日、リブレ出版）
- 魔法のつかいかた（2012年 - 、既刊6巻、新書館）
- タケヤブヤケタ（2013年4月10日、小学館）
- 迷信話集 うつつのほとり（2013年9月10日、リブレ出版）
- 明け方に止む雨（2013年10月25日、徳間書店）
- にひきといっぴき（2023年5月1日発売[1]、KADOKAWA）

### イラスト
- 箱の中（木原音瀬）（2006年、蒼竜社）
- 檻の外（木原音瀬）（2006年、蒼竜社）
- 茨木さんと京橋君1（椹野道流）（2008年、二見書房）
- 茨木さんと京橋君2（椹野道流）（2008年、二見書房）
- 陰猫（水原とほる）（2008年、海王社）
- 楢崎先生とまんじ君（椹野道流）（2009年、二見書房）
- きみのハートに効くサプリ（椹野道流）（2010年、プランタン出版）
- 楢崎先生とまんじ君2（椹野道流）（2010年、二見書房）
- 恋で花実は咲くのです（久我有加）（2010年、新書館）
- 楢崎先生んちと京橋君ち（椹野道流）（2012年、二見書房）
- きみのハートに刻印を（椹野道流）（2012年、プランタン出版）
- フェア・ゲーム（ジョシュ・ラニヨン）（2013年、新書館）
- 生田さんちのこめ王子（さとみちる）（2013年、蒼竜社）
- 夏の夜の悪夢 いばきょ&まんちー2（椹野道流）（2013年、二見書房）
- 天使の影〜アドリアン・イングリッシュ 1〜（ジョシュ・ラニヨン）（2013年、新書館）
- 死者の囁き〜アドリアン・イングリッシュ 2〜（ジョシュ・ラニヨン）（2013年、新書館）
- 未完成（凪良ゆう）（2014年、プランタン出版）
- 2119 9 29（凪良ゆう）（2017年、心交社）
- おまえが望む世界の終わりは（菅野彰）（2017年、新書館）